# Koseniw
Koseniw (ukr. Косенів) – wieś na Ukrainie, w obwodzie żytomierskim, w rejonie nowogrodzkim, nad Zharem. W 2001 roku liczyła 503 mieszkańców.